# Paul Mabille
Paul Mabille, Jules Paul Mabille, född 1835 i Le Perreux-sur-Marne, död den 6 april 1923 i Le Perreux-sur-Marne, var en fransk naturhistoriker främst intresserad av fjärilar och botanik. Han var medlem i Société entomologique de France.
Auktorsnamnet Mabille kan användas för Paul Mabille i samband med ett vetenskapligt namn inom botaniken; se Wikipediaartiklar som länkar till auktorsnamnet.